# Dakaria vicariata
Dakaria vicariata är en mossdjursart som beskrevs av Liu och Hu 1991. Dakaria vicariata ingår i släktet Dakaria och familjen Watersiporidae. Inga underarter finns listade i Catalogue of Life.